# Küssaberg
Küssaberg – miejscowość i gmina w Niemczech, w kraju związkowym Badenia-Wirtembergia, w rejencji Fryburg, w regionie Hochrhein-Bodensee, w powiecie Waldshut, siedziba związku gmin Küssaberg. Leży niedaleko Waldshut-Tiengen, nad Renem, przy granicy ze Szwajcarią.

## Polityka
Ostatnie wybory samorządowe odbyły się 13 czerwca 2004. W radzie gminy zasiada 18 radnych z czego 13 pochodzi z CDU pozostałych 5 natomiast z SPD.

## Współpraca
Miejscowości partnerskie:
- La Talaudière, Francja
- Küssnacht, Szwajcaria
- Pfaffroda, Saksonia